# Yale First Nation
Die Yale First Nation (früher: Yale Indian Band) ist eine der acht Siedlungen bzw. Stämme, die zusammen die historisch große Siedlungsgruppe der Tiyt (Tait) der Stó:lō (Lower Fraser Salish) des Upper Fraser River Valley zwischen Bridal Falls im Bridal Veil Falls Provincial Park und Yale (Puchí:l), entlang des Coquihalla River (Skw'ikw'iyá:la) bis nach Spuzzum in der kanadischen Provinz British Columbia bildeten. Auf Grund ihrer Siedlungsgebiete die bereits im Osten an das Plateau grenzten, und der Tatsache, dass sie am weitesten flussaufwärts wohnten, wurden die „Tiyt (Tait)“ auch als Upper Stó:lō bezeichnet.
Die „Tiyt (Tait)“-Siedlungsgruppen namens „Pópkw’em (Popkum)“, „Sq’ewá:lxw/Sq'ewá:lxw (Skawahlook)“, „Chawathil“, „Sq'éwqel/Sq’ewqeyl/Sq'ewqéyl (Seabird Island)“, „Shxw’ōwhámél/Shxw'ōwhámel (Shxw'ow'hamel)“, „Squawtits/Skwaw-Tits/Squatits (Peters Band)“, „Aywawwis/Ewa-Woos (Texas Lake/Tenas Lake)“ und „Yale“ werden heute durch folgende First Nations repräsentiert: „Popkum First Nation (Popkum Band)“, „Skawahlook First Nation“, „Chawathil First Nation (Chawathil Indian Band)“, „Seabird Island First Nation (Seabird Island Band)“, „Shxw'ow'hamel First Nation“, „Union Bar First Nation“, „Peters First Nation (Peters Band)“ und „Yale First Nation (Yale Indian Band)“.
Weitere größere Siedlungsgruppen bzw. Stó:lō-Stämme sind: die „Ts'elxwéyeqw (Chilliwack)“ („Volk von Tcil'Qe'uk, d. h. Tal der vielen Flüsse“) bewohnten das gesamte Vedder (Chilliwack) River Valley mit dem Sx̱ótsaqel/Chilliwack Lake Provincial Park und Chilliwack Lake (Sxotsaqel – „heiliger See“), Chilliwack River (Sts'elxwíqw' stó:lō), Cultus Lake, dem Harrison River und Gebiete des heutigen Stadtgebiets von Chilliwack (Ts'elxwíqw), die „Pelóxwlh Mestiyexw (Pilalt/Pil’alt)“ („Volk aus dem Dorf Peloxwlh“), die „Semà:th (Sumas)“ (Semá:th ist das dichten Gras oder Schilf am Semá:th See, umfassten mind. sieben Dörfer) im amerikanisch-kanadischen Grenzgebiet entlang des Sumas River (Stόtelō – „Bach“), Marshall Lonzo Creek (SeÍ:tslehōq'  – „driftender Sand“) und Saar Creek (Q'élem – „ruhig“) und die „Sq’éwlets/Sqwōwich (Scowlitz)“ („q'éw, d. h. um die Biegung des Flusses gehen, d. h. an der Mündung des Harrison River in den Fraser River“ und „Volk des Stör“).

## Sprache und Identität
Die Stó:lō sprachen, bzw. sprechen den Halqemeylem (Upriver)-Dialekt bzw. Stó: lō, einen der drei Dialekte des Halkomelem (korrekter: Halq'emeyleqel, die Endung -qel oder -eqel bedeutet wörtlich „von im Hals“ bzw. Halq'eméylem Sqwélte – „Halkomelem-Sprache“). „Stó꞉lō“ ist das Halqemeylem-Wort für „Fluss“ und mit „Te stó:lō“ – „den Fluss“ ist der Fraser River gemeint (es gibt keinen speziellen Namen für den Fraser River in ihrer Sprache, er ist einfach „der Fluss“), d. h. die Stó꞉lō sind somit die „Leute vom Sto:lo, d. h. vom Fraser River“. Die erste dokumentierte Erwähnung dieses Volkes als „die Stó꞉lō“ findet sich in Aufzeichnungen katholischer Oblatenmissionare aus den 1880er Jahren.
In der Fachliteratur werden zumeist auch die im Mündungsgebiet und am Unterlauf des Fraser lebenden sieben First Nations – die Tsleil-Waututh Nation, Kwikwetlem First Nation, Katzie First Nation, Kwantlen First Nation, Musqueam Indian Band, Qayqayt First Nation (New Westminster Indian Band) und Tsawwassen First Nation – den „Stó:lō“ zugerechnet; diese sprechen jedoch den Hunquminum (Downriver)-Dialekt bzw. Musqueam des Halkomelem und identifizieren sich nicht als „Stó:lō“ sondern als zwar sprachlich-kulturell eng verwandte, jedoch eigenständige Ethnien. Sie verwenden als Oberbegriff manchmal „Musqueam“ (anglisiert von Xwməθkwəy̓əm/X'Muzk'I'Um – „Menschen vom Ort des Xwməθkwəy̓əm/X'Muzk'I'Um-Flussgrases“).
Allgemein werden alle Halkomelem-sprachigen Ethnien (die „Cowichan Tribes (Quw'utsun Mustimuhw)“ des Cowichan Valleys auf Vancouver Island, die „Musqueam (Xwməθkwəy̓əm/X'Muzk'I'Um)“ und „Stó:lō“) kulturell den Küsten-Salish und damit zur Pazifischen Nordwestküstenkultur gerechnet. Jedoch hatten die „Stó꞉lō (Lower Fraser Salish)“ viele kulturelle Merkmale der unmittelbar östlich im Binnenland auf der Hochebene lebenden benachbarten First Nations übernommen und ähnelten in ihrer Lebensweise daher den benachbarten Binnen-Salish, die dem nordwestlichen Plateau-Kulturareal zugerechnet werden. Da Spuzzum die Grenze der Stammesgebiete der „Tiyt/Tait (Upper Stó:lō)“ und der „Lower Nlaka'pamux (Thompson (River) Salish)“ bildete und die beiden Gruppen starke familiäre Verbindungen zueinander unterhielten, sprechen insbesondere die „Tiyt/Tait (Upper Stó:lō)“ auch den „Puchil-Dialekt (Yale-Dialekt)“ des Nlaka'pamuctsin (Nłeʔkepmxcin).

## Geschichte

### Frühgeschichte

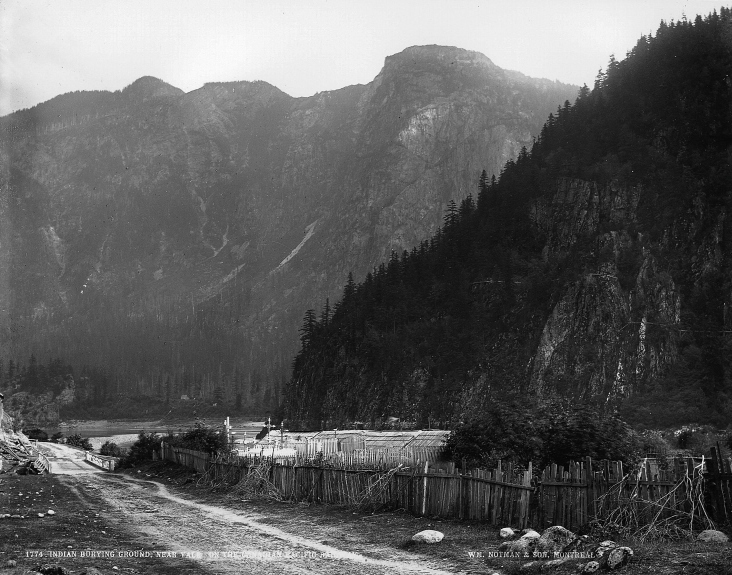
Indianische Grabstätten bei Yale, 1887

Bereits in der Milliken-Phase (7500–6000 v. Chr.) lassen sich menschliche Spuren nachweisen und Yale gilt als einer der frühesten Fundorte für die Geschichte der Küsten-Salish. Auch die nachfolgende Mazama-Phase (6000–4500 v. Chr.) ist fassbar. Die Region ist die Grenze zwischen den Kulturräumen der Küstenbewohner und der Plateaubewohner. Vor allem die Stó:lō zogen den Fraser flussaufwärts und fingen dort vor allem Lachs.
Die Indigenen gehören zu zwei Gruppen, den Tiyt (Tait) bzw. „Upper Stó:lō“ und den Nlaka'pamux bzw. „Thompson (River) Salish“. Erstere gehören zur Sprachgruppe des Halkomelem, letztere sprachen N'Laka'pamuxcin. Sie sind näher mit den Gruppen um Lytton, Boston Bar und Merritt verwandt. Dennoch sind die fünf Gruppen der Spuzzum und der „Tiyt/Tait (Upper Stó:lō)“ um Yale nahe miteinander verwandt. Die Familien beziehen sich jeweils auf einen Vorfahren. Diese sind Pelek, Liquitum, Chapmans, Charlies und Bobbs.

### Fort, Goldfunde, Eisenbahnboom
Im Auftrag der Hudson’s Bay Company wurde ein Fort von Ovid Allard gegründet und zunächst geführt. Allard benannte das Fort nach seinem Vorgesetzten und späteren Chief Factor des Columbia-Distrikts James Murray Yale.

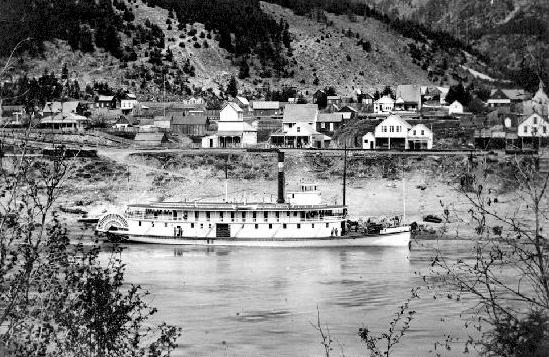
Raddampfer auf dem Fraser vor Yale, 1882

Das Fort entstand unmittelbar bevor sich weiter nördlich der Fraser Canyon erstreckt. Jenseits dieser Stelle war Fluss unpassierbar, denn dort erhebt sich ein gewaltiger Felsblock, der Lady Franklin Rock. Die Stadt war hingegen sogar für Dampfboote erreichbar. Ihre höchste Bevölkerungszahl – während des Fraser-Canyon-Kriegs von 1858 – dürfte bei rund 15.000 gelegen haben, normalerweise wohnten aber nur 5 bis 8.000 Menschen hier. Diese Goldsucher versuchte die Regierung unter Kontrolle zu halten. Ein Kanonenboot am Fraser River erzwang die Abgaben für Boots- und Schiffslizenzen von allen, die auf den Fluss wollten. Zwischen Fort Langley und Fort Yale suchten über 10.000 Mann nach Gold. Die Männer kamen hierher, um weiter nordwärts zu ziehen, ins Cariboo-Gebiet. In Yale begann die so genannte Cariboo Road (auch Cariboo Wagon Road oder Great North Road genannt). Der Planwagenpfad führte über Barkerville, Lytton, Ashcroft und Quesnel, dann weiter zum Williams Creek. Gouverneur James Douglas nahm gewaltige Kredite zur Finanzierung dieser Straßenbauten auf, um von den USA unabhängig zu bleiben. Anfang der 1870er Jahre baute man eine Überlandstrecke nach New Westminster, die heute Old Yale Road heißt. Kurz vor Beginn der Erschließung durch Eisenbahnbauten entstand in diesen Jahren auch die Dewdney Trunk Road nach Hatzic, östlich von Mission City.
Durch den Bau der Canadian Pacific Railway wurde der Ort zum Hauptquartier des Eisenbahn-Contractors Andrew Onderdonk (1848–1905), was der Stadt einen neuen Boom bescherte. Die Eisenbahnverbindung machte Yale ab 1885 zu einem Ausflugsort für Leute aus Vancouver. Doch als die Eisenbahn in diesem Jahr fertiggestellt wurde, endete der Bauboom. Erst 1922 begann der Bau einer neuen Straßenverbindung, des Cariboo Highway. Wieder war die Straße die wichtigste Überlandverbindung zwischen Plateau und Küste. Nach dem Ausbau in den fünfziger Jahren entstand in den Achtzigern der Coquihalla Highway.

## Heutige Situation
Die meisten First Nations der Tiyt (Tait) sind heute in zwei Stammesräten organisiert; der Stó:lō Nation bzw. im Stó:lō Tribal Council, um politisch gegenüber der kanadischen Bundesregierung als auch der Provinzregierung ihre Rechte zu vertreten.
Die Yale First Nation besitzt heute 16 extrem zerstückelte Reservate (nicht rechtlich gleichzusetzen mit den Reservationen der Vereinigten Staaten), die ca. 224 Hektar umfassen und zählt heute (Stand: Mai 2022) mit 189 staatlicherseits anerkannten Stammesangehörigen zu den kleineren First Nations in Kanada. Die Reservate wurden ihnen 1878 seitens der kanadischen Regierung zugewiesen, befinden sich alle im Yale District und umfassen:
- 4 1/2 Mile 2 auf dem rechten Ufer des Fraser River, 3 Meilen nordöstlich von Yale, 4,3 ha
- Albert Flat 5 dito, 3 m südlich von Yale, 52,3 ha
- Kaykipe 7  auf dem linken Fraserufer an der Einmündung des Keikum Creek, 10 ha
- Lukseetsissum 9 auf dem rechten Fraserufer, an der Ruby Creek C.P. Station, 53,9 ha
- Qualark 4 auf dem linken Flussufer an der Mündung des Qualark Creek, 10 ha
- Squeah 6 dito, an der Mündung des Suka Creek, 16,8 ha
- Stullawheets 8 auf dem rechten Ufer, bei Choate C.P. Station, 52,6 ha
- Yale 18 eine Insel im Fluss auf der Höhe von Kuthlalth, 1,5 m östl. Yale, 0,7 ha
- Yale 19 auf dem linken Flussufer, nördlich und bei Kuthlalth, 0,7 ha
- Yale 20 dito, an der Mündung eines Baches 2 m oberhalb Yale, 5,6 ha
- Yale 21 dito, nördliche Mündung des Siwah Creek, 1,3 ha
- Yale 22  auf dem rechten Flussufer, 3 m nördlich Yale, einschließlich eines Friedhofs und eines von Billy Swallsea beanspruchten Felsens, 3,4 ha
- Yale 23 dito, 3 m nördlich Yale, 5,6 ha
- Yale 24 dito, 0,2 ha
- Yale 25 auf dem linken Flussufer, 3 m nördlich Yale, 0,3 ha
- Yale Town 1 auf dem rechten Flussufer bei Yale, 6,4 ha

## Vertragsverhandlungen
Die Yale First Nation nahm im April 1994 Verhandlungen mit der Provinz auf, um zu einem Vertrag zu gelangen. 2005 und 2006 kam man zu einem Grundsatzübereinkommen (Agreement in Principle), womit der Stamm in Phase 5 des sechsstufigen Vertragsprocederes eintrat. Diese Stadien sind Teil des sogenannten BC Treaty Process. Am 5. Februar 2010 erreichten die Yale das letzte Verhandlungsstadium. Das Vertragsland umfasst die 224 ha des Reservats sowie 1.749 ha Kronland. Hinzu kommt eine Transferleistung von 10,7 Millionen Dollar. Die Ratifizierung steht noch aus.